# Rodrigo López Molina
Rodrigo Manuel "Roy" López Molina (25 juillet 1985, Rosario, province de Santa Fe) est un avocat et politicien argentin affilié au parti Proposition républicaine (PRO) et référence de la coalition Cambiemos (« Changeons »). 
Il a étudié à l'Université catholique argentine et a suivi un master en droit et économie à la faculté des sciences économiques de l’Université de Buenos Aires. Il a été conseiller de la ville de Rosario de 2011 à 2015, député provincial de Santa Fe de 2015 à 2017 et est actuellement conseiller de la ville de Rosario depuis 2017.